# Schalyhyne
Schalyhyne (ukrainisch Шалигине; russisch Шалыгино Schalygino) ist eine Siedlung städtischen Typs in der ukrainischen Oblast Sumy mit etwa 2400 Einwohnern (2014).

## Geschichte

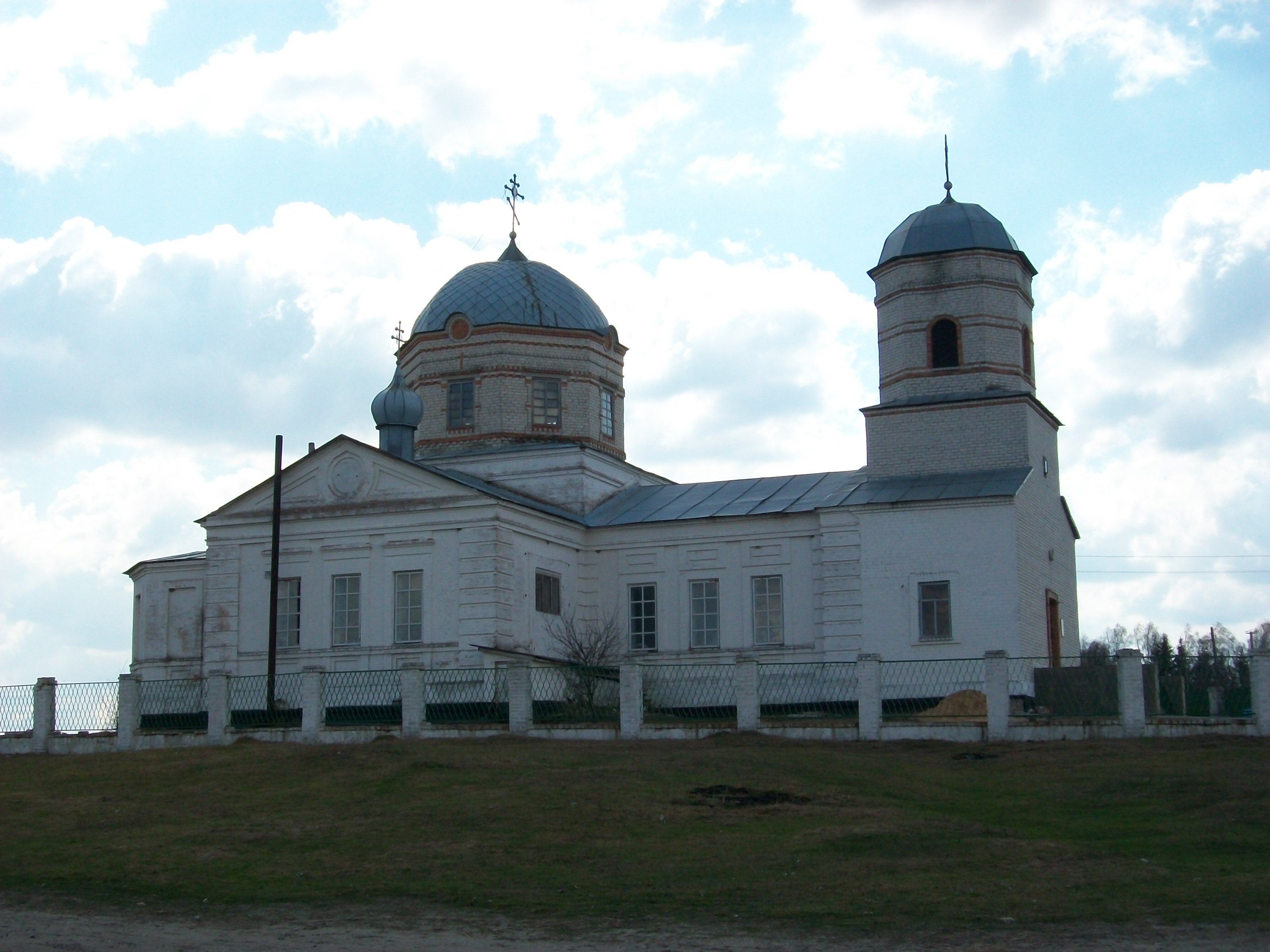
Kirche St. Elias in Schalyhyne

Schalyhyne ist seit 1956 eine Siedlung städtischen Typs.
Während des russischen Überfalls auf die Ukraine wurde die Stadt Ende Januar 2023 durch Beschuss beschädigt.

## Geographie
Schalyhyne liegt nahe der russischen Grenze im Rajon Schostka an der Territorialstraße T–19–21 und am Ufer der Lapuha (Лапуга), einem 21 km langen, linken Nebenfluss der Obesta (Обеста), 21 km südöstlich vom ehemaligen Rajonzentrum Hluchiw und 130 km nordwestlich vom Oblastzentrum Sumy.

## Verwaltungsgliederung
Am 12. August 2016 wurde die Siedlung zum Zentrum der neugegründeten Siedlungsgemeinde Schalyhyne (Шалигинська селищна громада/Schalyhynska selyschtschna hromada). Zu dieser zählten auch die 8 in der untenstehenden Tabelle aufgelisteten Dörfer, bis dahin bildete sie zusammen mit dem Dorf Jemadykyne die gleichnamige Siedlungsratsgemeinde Schalyhyne (Шалигинська селищна рада/Schalyhynska selyschtschna rada) im Südosten des Rajons Hluchiw.
Am 12. Juni 2020 kam noch das Dorf Tschernewe zum Gemeindegebiet.
Am 17. Juli 2020 kam es im Zuge einer großen Rajonsreform zum Anschluss des Rajonsgebietes an den Rajon Schostka.
Folgende Orte sind neben dem Hauptort Schalyhyne Teil der Gemeinde:
| Name                     | Name        | Name                      |
| ukrainisch transkribiert | ukrainisch  | russisch                  |
| ------------------------ | ----------- | ------------------------- |
| Chodyne                  | Ходине      | Ходино (Chodino)          |
| Hudowe                   | Гудове      | Гудово (Gudowo)           |
| Jemadykyne               | Ємадикине   | Емадыкино (Jemadykino)    |
| Kateryniwka              | Катеринівка | Катериновка (Katerinowka) |
| Sosniwka                 | Соснівка    | Сосновка (Sosnowka)       |
| Starykowe                | Старикове   | Стариково (Starikowo)     |
| Swarkowe                 | Сваркове    | Сварково (Swarkowo)       |
| Tschernewe               | Черневе     | Черневое (Tschernewoje)   |
| Wowkiwka                 | Вовківка    | Волковка (Wolkowka)       |